# Schwarze Steinkaut

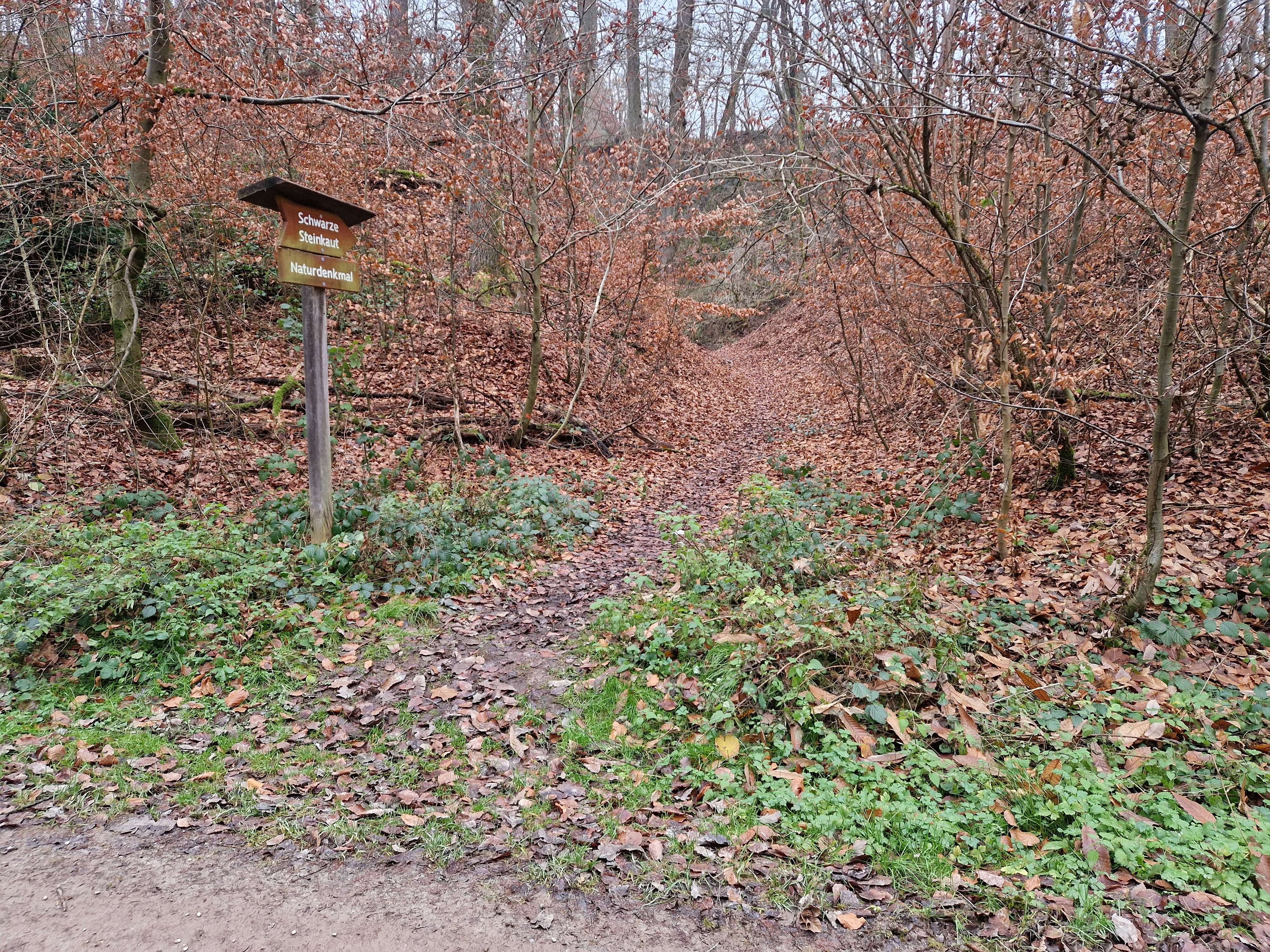
Zugang vom Heßlocher Weg

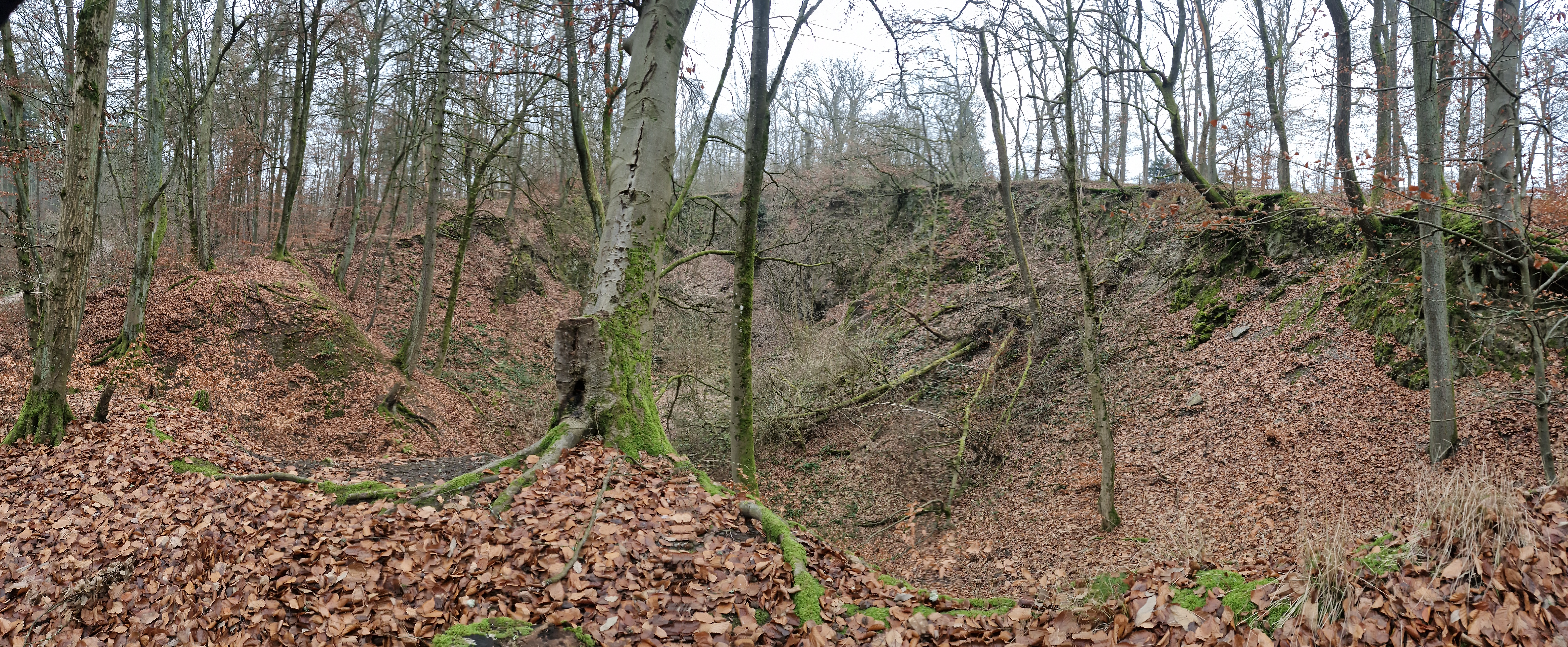
Blick von oben in den Schlot

Die Schwarze Steinkaut ist ein ehemaliger Steinbruch und Naturdenkmal in Wiesbaden-Naurod.

## Geschichte
Das Gebiet entstand durch vulkanische Aktivität im Rheinischen Schiefergebirge während des Tertiärs. Im Taunus sind die Vulkane weitgehend abgetragen worden, nur das erkaltete Magma der Schlote blieb als Basalt erhalten. Im späten 18. und im 19. Jahrhundert wurden die Basaltvorkommen abgebaut und für den Straßenbau verwendet. Das Gestein ist limburgitsches Olivinnephelinit mit Einschlüssen von Olivin, Forsterit, Diopsid, Chrom-Diopsid, Augit, Enstatit, Sanidin und Magnetit.
Das Naturdenkmal ist vom Heßlocher Weg zwischen Wiesbaden-Heßloch und der Siedlung Erbsenacker zugänglich. Der Kern des Schlotes wurde abgebaut, aber der Rand mit Basaltgängen ist zu erkennen. Der Name bedeutet so viel wie „schwarzer Steinbruch“.

Panorama